# Puchar Anglii w piłce nożnej (2011/2012)
W sezonie 2011/2012 odbyła się 131. edycja Pucharu Anglii. 1 kwietnia 2011 upłynął ostateczny termin wpływania zgłoszeń; 825 drużyn wyraziło chęć występu w turnieju. 8 lipca 2011 Związek ogłosił, iż do tej edycji przystąpią 763 zespoły.

## Czwarta runda kwalifikacyjna
Do 4. rundy kwalifikacyjnej przystąpiło 24 zespołów z Blue Square Premier oraz 40 zwycięskich drużyn z poprzedniej rundy. Termin spotkań ustalono na 29 października 2011.
| 29 października 2011 | Tamworth                                 | 2:1 | King’s Lynn Town      |                             |
|                      | Kyle Patterson 22' · Kieron St Aimie 41' |     | Jamie Thurlbourne 12' | The Lamb Ground Widzów: 966 |

| 29 października 2011 | Droylsden | 0:0 | Blyth Spartans |                                   |
|                      |           |     |                | Butcher’s Arms Ground Widzów: 393 |

| 29 października 2011 | Stourbridge                                                                     | 5:0 | Rushall Olympic |                                          |
|                      | Ben Billingham 21', 76' · Ryan Rowe 40' · Aaron Drake 58' · Leon Broadhurst 89' |     |                 | War Memorial Athletic Ground Widzów: 720 |

| 29 października 2011 | Kidsgrove Athletic | 0:2 | Bradford Park Avenue  |                                  |
|                      |                    |     | Jimmy Beadle 56', 86' | The Seddon Stadium Widzów: 1 140 |

| 29 października 2011 | Gateshead                             | 3:0 | Hebburn Town |                                               |
|                      | Jon Shaw 53', 61' · Nathan Fisher 71' |     |              | Gateshead International Stadium Widzów: 1 198 |

| 29 października 2011 | Grimsby Town                                                                | 5:0 | Ashington |                             |
|                      | Rob Duffy 5' · Liam Hearn 38', 40' · Robert Eagle 73' · Dayle Southwell 78' |     |           | Blundell Park Widzów: 1 540 |

| 29 października 2011 | Wrexham                                          | 2:1 | York City              |                                 |
|                      | Knight-Percival 50' · David McGurk 81' (br.sam.) |     | Patrick McLaughlin 58' | Racecourse Ground Widzów: 2 252 |

| 29 października 2011 | Mansfield Town | 1:1 | Fleetwood Town     |                          |
|                      | Ross Dyer 65'  |     | Jamie Milligan 43' | Field Mill Widzów: 1 725 |

| 29 października 2011 | Nantwich Town | 1:0 | Nuneaton Town |                                  |
|                      | Matt Lowe 70' |     |               | The Weaver Stadium Widzów: 1 011 |

| 29 października 2011 | Alfreton Town          | 1:1 | Lincoln City  |                            |
|                      | Nathan Jarman 41' (k.) |     | Sam Smith 10' | North Street Widzów: 1 000 |

| 29 października 2011 | Telford United                                                   | 5:0 | Gainsborough Trinity |                              |
|                      | Courtney Pitt 9', 65' · Shane Killock 42' · Chris Sharp 53', 75' |     |                      | New Bucks Head Widzów: 1 075 |

| 29 października 2011 | Southport    | 1:0 | Stockport County |                           |
|                      | Andrew Owens |     |                  | Haig Avenue Widzów: 1 358 |

| 29 października 2011 | Solihull Moors | 0:1 | Halifax Town      |                         |
|                      |                |     | Danny Holland 73' | Damson Park Widzów: 551 |

| 29 października 2011 | Kidderminster Harriers | 0:0 | Corby Town |                          |
|                      |                        |     |            | Aggborough Widzów: 1 281 |

| 29 października 2011 | Darlington     | 1:1 | Hinckley United |                                    |
|                      | Ryan Bowman 4' |     | Sam Belcher 10' | The Darlington Arena Widzów: 1 175 |

| 29 października 2011 | Witton Albion      | 1:4 | Barrow                        |                          |
|                      | Alex Titchiner 55' |     | Adam Boyes 66', 77', 88', 90' | Wincham Park Widzów: 860 |

| 29 października 2011 | Dover Athletic | 0:1 | Bath City          |                                     |
|                      |                |     | Andy Gallinagh 46' | Crabble Athletic Ground Widzów: 922 |

| 29 października 2011 | Bishop’s Stortford | 1:2 | Salisbury City                      |                           |
|                      | Scott Shulton 90'  |     | Ryan Brett 41' · Charlie Knight 45' | Woodside Park Widzów: 501 |

| 29 października 2011 | Eastbourne Borough | 1:2 | East Thurrock United               |                                 |
|                      | Gary Elphick 80'   |     | Sam Higgins 57 Kris Newby 73 (pen) | Langney Sports Club Widzów: 603 |

| 29 października 2011 | Chelmsford City | 1:1 | Gloucester City  |                               |
|                      | Kenny Clark 90' |     | Will Morford 45' | Melbourne Stadium Widzów: 928 |

| 29 października 2011 | Hayes & Yeading United                     | 2:6 | Cambridge United                                                                    |                               |
|                      | Ryan Crockford 29' · Louie Soares 88' (k.) |     | Luke Berry 31', 46' · Ashley Carew 44', 80' · Jordan Patrick 86' · Ryan Charles 90' | Kingfield Stadium Widzów: 452 |

| 29 października 2011 | Godalming Town | 0:5 | Maidenhead United                                                                   |                      |
|                      |                |     | Martel Powell 32' · Leon Soloman 39', 76' · Anthony Thomas 46' · Manny Williams 88' | Weycourt Widzów: 703 |

| 29 października 2011 | Sutton United                             | 3:3 | Leatherhead                                                |                                   |
|                      | Craig Dundas 29', 36' · Craig Watkins 60' |     | Tommy Hutchings 27' · Elliott Thompson 32' · Kev Terry 69' | Borough Sports Ground Widzów: 882 |

| 29 października 2011 | Weston-super-Mare | 2:3 | Oxford City                                             |                                |
|                      |                   |     | Darren Pond 3' · Steve Basham 35' · Felipe Barcelos 73' | Woodspring Stadium Widzów: 630 |

| 29 października 2011 | Totton                                                              | 3:2 | Hanworth Villa         |                              |
|                      | Jonathan Davies 42' · Nathan Campbell 45' · Nathaniel Sherborne 70' |     | King 44' · Antonio 90' | Testwood Stadium Widzów: 764 |

| 29 października 2011 | Basingstoke Town                   | 2:1 | Staines Town           |                         |
|                      | Jay Gasson 37' · Shaun McAuley 45' |     | Marc Charles-Smith 50' | The Camrose Widzów: 545 |

| 29 października 2011 | Arlesey Town                            | 2:1 | Forest Green Rovers |                               |
|                      | Chris Dillon 85' (k.) · Dave Deeney 90' |     | Jared Hodgkiss 62'  | aRMadillo Stadium Widzów: 343 |

| 29 października 2011 | Dartford        | 1:2 | Bromley                              |                            |
|                      | Jack Pallen 31' |     | Hakeem Araba 27' · Troy Williams 76' | Princes Park Widzów: 1 567 |

| 29 października 2011 | Luton Town                                                                         | 5:1 | Hendon            |                               |
|                      | Aaron O’Connor 8' (k.) · James Dance 13' · Tommy Wright 25' · Stuart Fleetwood 71' |     | Carl McCluskey 5' | Kenilworth Road Widzów: 2 329 |

| 29 października 2011 | Kettering Town                              | 3:1 | Southend Manor             |                       |
|                      | Leon McKenzie 7' · Jean-Paul Marna 49', 59' |     | Laurie Walker 40' (b.sam.) | Nene Park Widzów: 987 |

| 29 października 2011 | Redbridge                         | 2:0 | Ebbsfleet United |                     |
|                      | Ryan Murray 79' · Joe Gardner 85' |     |                  | Oakside Widzów: 442 |

| 29 października 2011 | Newport County                                                                 | 4:3 | Braintree Town                                      |                               |
|                      | Sam Foley 25' · Craig McAllister 54' · Nathaniel Jarvis 76' · Paul Rodgers 89' |     | Ben Wright 9' · Andrew Yiadom 66' · Kenny Davis 86' | Newport Stadium Widzów: 1 234 |

### Powtórki
| 1 listopada 2011 | Blyth Spartans      | 2:1 | Droylsden        |                        |
|                  | Jamie Mole 17', 75' |     | Stephen Hall 62' | Croft Park Widzów: 679 |

| 1 listopada 2011 | Fleetwood Town                                                                                  | 5:0 | Mansfield Town |                                |
|                  | Richard Brodie 22' · Sean Clancy 45' · Jamie Milligan 56' · Gareth Seddon 76' · Andy Mangan 90' |     |                | Highbury Stadium Widzów: 1 162 |

| 1 listopada 2011 | Lincoln City  | 1:2 | Alfreton Town                            |                           |
|                  | Sam Smith 20' |     | Anton Brown 27' · Nathan Jarman 60' (k.) | Sincil Bank Widzów: 1 728 |

| 31 października 2011 | Corby Town                                               | 4:1 | Kidderminster Harriers |                          |
|                      | Paul Mayo 57' · Callum Reynolds 63', 73' · Andy Hall 80' |     | Steve Guinan 7'        | Steel Park Widzów: 1 026 |

| 1 listopada 2011 | Hinckley United                       | 3:0 | Darlington |                                 |
|                  | Sam Belcher 32', 79' · Andre Gray 79' |     |            | Greene King Stadium Widzów: 837 |

| 1 listopada 2011 | Gloucester City | 0:1 | Chelmsford City   |                          |
|                  |                 |     | Cliff Akurang 85' | Whaddon Road Widzów: 490 |

| 1 listopada 2011 | Leatherhead                                 | 2:3 (pd.) | Sutton United                               |               |
|                  | Greg Andrews 32' (k.) · Tommy Hutchings 90' |           | Craig Watkins 2', 77' · Fola Orilonishe 98' | Fetcham Grove |

## Pierwsza runda
Do 1. rundy przystąpiły zespoły z League One, League Two oraz drużyny, które uzyskały awans w 4. rundzie kwalifikacyjnej. Główny termin spotkań to sobota, 12 listopada 2011 roku.
| 12 listopada 2011 | Hereford United | 0:3 | Yeovil Town                                             |                                                              |
|                   |                 |     | Ed Upson 25' · Andy Williams 57' · Dominic Blizzard 72' | Edgar Street Widzów: 2 469 Sędzia: Paul Tierney (Lancashire) |

| 12 listopada 2011 | Bury | 0:2 | Crawley Town                             |                                                             |
|                   |      |     | Tyrone Barnett 49' · Michael Doughty 82' | Gigg Lane Widzów: 2 436 Sędzia: Mark Brown (East Yorkshire) |

| 12 listopada 2011 | Luton Town       | 1:0 | Northampton Town |                                                           |
|                   | Adam Watkins 80' |     |                  | Kenilworth Road Widzów: 4 799 Sędzia: Andy D’Urso (Essex) |

| 11 listopada 2011 | Cambridge United        | 2:2 | Wrexham               |                                                          |
|                   | Josh Coulson 53', 90+2' |     | Andy Morrell 20', 60' | Abbey Stadium Widzów: 2 782 Sędzia: John Hopkins (Essex) |

| 13 listopada 2011 | Morecambe                | 1:2 | Sheffield Wednesday                 |                                                           |
|                   | Laurence Wilson 62' (k.) |     | Chris Lines 18' · Chris O’Grady 52' | Globe Arena Widzów: 4 160 Sędzia: David Webb (Lancashire) |

| 12 listopada 2011 | Swindon Town                                                                  | 4:1 | Huddersfield Town |                                                             |
|                   | Aden Flint 36' · Raffaele De Vita 39' · Mehdi Kerrouche 76' · Simon Ferry 87' |     | Lee Novak 22'     | County Ground Widzów: 5 728 Sędzia: Phil Gibbs (Birmingham) |

| 12 listopada 2011 | Redbridge | 0:0 | Oxford City |                                                        |
|                   |           |     |             | Oakside Widzów: 465 Sędzia: Tim Robinson (West Sussex) |

| 12 listopada 2011 | Bristol Rovers                                                      | 3:1 | Corby Town          |                                                                |
|                   | Scott McGleish 24' (k.) · Mustapha Carayol 74' · Chris Zebroski 90' |     | Callum Reynolds 62' | Memorial Stadium Widzów: 3 787 Sędzia: Andy Davies (Hampshire) |

| 12 listopada 2011 | Oldham Athletic                                            | 3:1 | Burton Albion   |                                                                      |
|                   | Shefki Kuqi 4' (k.) · Robbie Simpson 13' · Dean Furman 35' |     | Calvin Zola 71' | Boundary Park Widzów: 3 102 Sędzia: Michael Naylor (South Yorkshire) |

| 12 listopada 2011 | Preston North End | 0:0 | Southend United |                                                      |
|                   |                   |     |                 | Deepdale Widzów: 6 609 Sędzia: Nigel Miller (Durham) |

| 12 listopada 2011 | Dagenham & Redbridge | 1:1 | Bath City       |                                                                |
|                   | Brian Woodall 41'    |     | Marc Canham 11' | Victoria Road Widzów: 1 225 Sędzia: Graham Scott (Oxfordshire) |

| 12 listopada 2011 | Hartlepool United | 0:1 | Stevenage            |                                                                   |
|                   |                   |     | Scott Laird 10' (k.) | Victoria Park Widzów: 2 744 Sędzia: Mark Haywood (West Yorkshire) |

| 12 listopada 2011 | Blyth Spartans | 0:2 | Gateshead                          |                                                          |
|                   |                |     | Jon Shaw 14' · Michael Cummins 54' | Croft Park Widzów: 2 763 Sędzia: Danny Bond (lancashire) |

| 12 listopada 2011 | Alfreton Town | 0:4 | Carlisle United                                                    |                                                          |
|                   |               |     | Lee Miller 24' · Rory Loy 33' · James Berrett 41' · Liam Noble 45' | North Street Widzów: 1 488 Sędzia: Eddie Ilderton (Tyne) |

| 12 listopada 2011 | Chesterfield      | 1:3 | Torquay United                                          |                                                         |
|                   | Jordan Bowery 59' |     | Danny Stevens 20' · Rene Howe 72' · Kevin Nicholson 88' | B2net Stadium Widzów: 4 332 Sędzia: Carl Berry (Surrey) |

| 12 listopada 2011 | Crewe Alexandra | 1:4 | Colchester United                                        |                                                                       |
|                   | Byron Moore 19' |     | Lloyd James 60', 90+2' · Andrew Bond 77' · Ben Coker 87' | Alexandra Stadium Widzów: 2 325 Sędzia: David Coote (Nottinghamshire) |

| 12 listopada 2011 | Tranmere Rovers | 0:1 | Cheltenham Town       |                                                                   |
|                   |                 |     | Darryl Duffy 21' (k.) | Prenton Park Widzów: 3 211 Sędzia: Craig Pawson (South Yorkshire) |

| 12 listopada 2011 | Chelmsford City                                                 | 4:0 | Telford United |                                                                      |
|                   | Aiden Palmer 11' · Craig Parker 45+1' · David Rainford 63' (k.) |     |                | Melbourne Stadium Widzów: 1 430 Sędzia: Declan Ford (Leicestershire) |

| 12 listopada 2011 | Hinckley United                  | 2:2 | Tamworth                                         |                                                                      |
|                   | Andre Gray 78' · Lloyd Kerry 88' |     | Iyseden Christie 83' (k.) · Kyle Patterson 90+2' | De Montfort Park Widzów: 1 906 Sędzia: Richard West (East Yorkshire) |

| 12 listopada 2011 | Exeter City       | 1:1 | Walsall         |                                                                     |
|                   | David Noble 90+4' |     | Mark Wilson 21' | St James Park Widzów: 3 026 Sędzia: James Linington (Isle of Wight) |

| 12 listopada 2011 | Bradford City   | 1:0 | Rochdale |                                                             |
|                   | Nahki Wells 84' |     |          | Valley Parade Widzów: 3 579 Sędzia: Dean Mohareb (Cheshire) |

| 12 listopada 2011 | Notts County                                             | 4:1 | Accrington Stanley |                                                       |
|                   | Karl Hawley 34', 89' · Alan Judge 47' · Alan Sheehan 80' |     | Luke Joyce 85'     | Meadow Lane Widzów: 3 613 Sędzia: Gavin Ward (Surrey) |

| 12 listopada 2011 | Port Vale | 0:0 | Grimsby Town |                                                             |
|                   |           |     |              | Vale Park Widzów: 4 450 Sędzia: Jeremy Simpson (Lancashire) |

| 12 listopada 2011 | Sheffield United                     | 3:0 | Oxford United |                                                                  |
|                   | Ched Evans 12', 19' · Ryan Flynn 71' |     |               | Bramall Lane Widzów: Carl Boyeson (East Yorkshire) Sędzia: 7 991 |

| 13 listopada 2011 | Halifax Town | 0:4 | Charlton Athletic                                                                  |                                                        |
|                   |              |     | Matt Taylor 40' · Johnnie Jackson 80' · Danny Hollands 82' · Bradley Pritchard 90' | The Shay Widzów: 4 621 Sędzia: Geoff Eltringham (Tyne) |

| 12 listopada 2011 | Sutton United     | 1:0 | Kettering Town |                                                                  |
|                   | Craig Watkins 64' |     |                | Borough Sports Ground Widzów: 1 532 Sędzia: Michael Bull (Essex) |

| 12 listopada 2011 | Bournemouth                                                 | 3:3 | Gillingham                                             |                                                               |
|                   | Stephen Purches 20' · Stéphane Zubar 59' · Scott Malone 60' |     | Jack Payne 37' · Danny Jackman 71' · Danny Kedwell 90' | Dean Court Widzów: 4 282 Sędzia: David Phillips (West Sussex) |

| 12 listopada 2011 | Milton Keynes Dons                                                                                          | 6:0 | Nantwich Town |                                                        |
|                   | Mathias Kouo-Doumbé 28' · Dean Bowditch 30', 54' · Stephan Powell 66' · Jay O’Shea 76' · Shaun Williams 90' |     |               | Stadium:mk Widzów: 4 110 Sędzia: Keith Stroud (Dorset) |

| 12 listopada 2011 | Totton                                                                                               | 8:1 | Bradford Park Avenue |                                                                          |
|                   | Jonathan Davies 13', 90+4' · Mike Gosney 29' (k.) · Michael Charles 32' · Stefan Brown 64', 74', 79' |     |                      | Testwood Stadium Widzów: 2 315 Sędzia: Kevin Johnson (Weston-super-Mare) |

| 12 listopada 2011 | Newport County | 0:1 | Shrewsbury Town   |                                                                      |
|                   |                |     | Terry Gornell 41' | Newport Stadium Widzów: 2 362 Sędzia: Darren Drysdale (Lincolnshire) |

| 12 listopada 2011 | Leyton Orient                                           | 3:0 | Bromley |                                                                |
|                   | Matthew Spring 7' · George Porter 57' · Jimmy Smith 79' |     |         | Brisbane Road Widzów: 4 452 Sędzia: Gary Sutton (Lincolnshire) |

| 12 listopada 2011 | East Thurrock United | 0:3 | Macclesfield Town                                             |                                                              |
|                   |                      |     | Carl Tremarco 43' · Matthew Hamshaw 61' · George Donnelly 65' | Rookery Hill Widzów: 1 207 Sędzia: Darren Sheldrake (Surrey) |

| 12 listopada 2011 | AFC Wimbledon | 0:0 | Scunthorpe United |                                                                 |
|                   |               |     |                   | Kingsmeadow Widzów: 2 933 Sędzia: Dean Whitestone (Northampton) |

| 12 listopada 2011 | Salisbury City                                         | 3:1 | Arlesey Town      |                                                                             |
|                   | Dan Fitchett 12' · Jake Reid 55' (k.) · Adam Kelly 89' |     | Dean Sinclair 41' | Raymond McEnhilStadium Widzów: 1 298 Sędzia: Wayne Barratt (Worcestershire) |

| 12 listopada 2011 | Brentford       | 1:0 | Basingstoke Town |                                                                             |
|                   | Sam Saunders 9' |     |                  | Griffin Park Widzów: 3 553 Sędzia: Masaaki Iemoto Toma (Hiroshima/Fukuyama) |

| 12 listopada 2011 | Maidenhead United | 1:1 | Aldershot Town      |                                                                 |
|                   | Anthony Thomas 7' |     | Michael Rankine 78' | York Road Widzów: 2 283 Sędzia: Andy Woolmer (Northamptonshire) |

| 12 listopada 2011 | Fleetwood Town                    | 2:0 | Wycombe Wanderers |                                                                    |
|                   | Andy Mangan 25' · Jamie Vardy 80' |     |                   | Highbury Stadium Widzów: 2 711 Sędzia: Andy Haines (Tyne and Wear) |

| 12 listopada 2011 | Barrow              | 1:2 | Rotherham United            |                                                                    |
|                   | Paul Rutherford 16' |     | Lewis Grabban 82', 87' (k.) | Holker Street Widzów: 3 030 Sędzia: James Adcock (Nottinghamshire) |

| 12 listopada 2011 | Southport        | 1:2 | Barnet                                 |                                                                |
|                   | Steve Akrigg 71' |     | Clovis Kamdjo 59' · Charlie Raylor 90' | Haig Avenue Widzów: 1 939 Sędzia: Andy Madley (West Yorkshire) |

| 12 listopada 2011 | Plymouth Argyle                                            | 3:3 | Stourbridge                                            |                                                          |
|                   | Warren Feeney 4' · Carl Fletcher 70' · Onismor Bhasera 88' |     | Aaron Drake 37' · Ryan Rowe 53' · Sean Gebbis 82' (k.) | Home Park Widzów: 6 173 Sędzia: Simon Hooper (Wiltshire) |

### Powtórki
| 22 listopada 2011 | Wrexham                             | 2:1 | Cambridge United  |                                                                |
|                   | Matias Pogba 59' · Danny Wright 76' |     | Michael Wylde 87' | Racecourse Ground Widzów: 2 606 Sędzia: Ross Joyce (Cleveland) |

| 22 listopada 2011 | Oxford City    | 1:2 (pd.) | Redbridge                                  |                                                                |
|                   | Lee Steele 20' |           | Nathan Gordon 70' (k.) · Ben Bradbury 102' | Court Place Farm Widzów: 1 175 Sędzia: Andy Davies (Hampshire) |

| 22 listopada 2011 | Southend United    | 1:0 | Preston North End |                                                                  |
|                   | Liam Dickinson 55' |     |                   | Roots Hall Widzów: 4 537 Sędzia: Darren Deadman (Cambridgeshire) |

| 23 listopada 2011 | Bath City         | 1:3 (pd.) | Dagenham & Redbridge                     |                                                  |
|                   | Adam Connolly 71' |           | Brian Woodall 20' · Jon Nurse 100', 125' | Twerton Park Sędzia: Iain Williamson (Berkshire) |

| 22 listopada 2011 | Tamworth            | 1:0 | Hinckley United |                                                                |
|                   | Kieron St Aimie 90' |     |                 | The Lamb Ground Widzów: 1 503 Sędzia: Darren Bond (Lancashire) |

| 23 listopada 2011 | Walsall                                                  | 3:2 (pd.) | Exeter City                           |                                                |
|                   | Jon Macken 64' · Alex Nicholls 69' · George Bowerman 98' |           | Richard Logan 41' · Elliott Frear 77' | Bescot Stadium Sędzia: Dean Mohareb (Cheshire) |

| 22 listopada 2011 | Grimsby Town     | 1:0 | Port Vale |                                                                  |
|                   | Serge Mokofo 59' |     |           | Blundell Park Widzów: 1 906 Sędzia: Jock Waugh (South Yorkshire) |

| 22 listopada 2011 | Gillingham                                                | 3:2 | Bournemouth                                     |                                                               |
|                   | Curtis Weston 21' · Garry Richards 75' · Stefan Payne 82' |     | Andrew Frampton 55(b.sam.)' · Harry Arter 90+1' | Priestfield Stadium Widzów: 4 321 Sędzia: Fred Graham (Essex) |

| 22 listopada 2011 | Scunthorpe United | 0:1 | AFC Wimbledon  |                                                                   |
|                   |                   |     | Luke Moore 66' | Glanford Park Widzów: 2 036 Sędzia: Graham Salisbury (Lancashire) |

| 22 listopada 2011 | Aldershot Town                       | 2:0 | Maidenhead United |                                                                       |
|                   | Alex Rodman 15' · Luke Guttridge 34' |     |                   | Recreation Ground Widzów: 2 181 Sędzia: Dean Whitestone (Northampton) |

| 22 listopada 2011 | Stourbridge                      | 2:0 | Plymouth Argyle |                                                                               |
|                   | Paul McCone 52' · Sean Evans 73' |     |                 | War Memorial Athletic Ground Widzów: 2 519 Sędzia: Scott Mathieson (Cheshire) |

## Druga runda
Większość meczów drugiej rundy odbyło się w sobotę 3 grudnia 2011 roku.
| 3 grudnia 2011 | Salisbury City | 0:0 | Grimsby Town |                                                                           |
|                |                |     |              | Raymond McEnhill Stadium Widzów: 2 161 Sędzia: Graham Scott (Oxfordshire) |

| 3 grudnia 2011 | Stourbridge | 0:3 | Stevenage                                   |                                                                        |
|                |             |     | Chris Beardsley 65', 77' · Robin Shroot 90' | War Memorial Athletic Ground Widzów: 3 067 Sędzia: Gavin Ward (Surrey) |

| 3 grudnia 2011 | Sheffield United                              | 3:2 | Torquay United                   |                                                                           |
|                | Ched Evans 69', 78' · Mark Ellis 68' (b.sam.) |     | Rene Howe 3' · Danny Stevens 90' | Bramall Lane Widzów: 10 105 Sędzia: Christopher Sarginson (Staffordshire) |

| 3 grudnia 2011 | Colchester United | 0:1 | Swindon Town     |                                                                                       |
|                |                   |     | Matt Ritchie 59' | Weston Homes Community Stadium Widzów: 3 035 Sędzia: Michael Naylor (South Yorkshire) |

| 3 grudnia 2011 | Chelmsford City  | 1:1 | Macclesfield Town |                                                                       |
|                | Max Cornhill 35' |     | Tony Diagne 64'   | Melbourne Stadium Widzów: 2 919 Sędzia: Mark Haywood (West Yorkshire) |

| 3 grudnia 2011 | Leyton Orient | 0:1 | Gillingham        |                                                                |
|                |               |     | Curtis Weston 45' | Brisbane Road Widzów: 3 763 Sędzia: Phil Gibbs (West Midlands) |

| 3 grudnia 2011 | Crawley Town                                                        | 5:0 | Redbridge |                                                                        |
|                | Matt Tubbs 31' (k.), 36', 79' · Andy Drury 83' · Kyle McFadzean 90' |     |           | Broadfield Stadium Widzów: 2 494 Sędzia: Steve Rushton (Staffordshire) |

| 3 grudnia 2011 | Luton Town              | 2:4 | Cheltenham Town                                                             |                                                                   |
|                | Aaron O’Connor 40', 51' |     | Darryl Duffy 2' · Marlon Pack 45' · Luke Summerfield 64' · Russell Penn 90' | Kenilworth Road Widzów: 4 516 Sędzia: Colin Webster (Tyne & Wear) |

| 2 grudnia 2011 | Fleetwood Town                                | 2:2 | Yeovil Town                            |                                                                       |
|                | Kieran Charnock 82' · Jamie Milligan 89' (k.) |     | Edward Upson 32' · Connor Clifford 49' | Highbury Stadium Widzów: 3 319 Sędzia: Robert Madley (West Yorkshire) |

| 3 grudnia 2011 | Brentford | 0:1 | Wrexham          |                                                           |
|                |           |     | Jamie Tolley 33' | Griffin Park Widzów: 3 452 Sędzia: Roger East (Wiltshire) |

| 3 grudnia 2011 | Bradford City                                                   | 3:1 | AFC Wimbledon   |                                                           |
|                | Ross Hannah 9' · Chris Bush 14' (b.sam.) · Craig Fagan 70' (k.) |     | Jack Midson 50' | Valley Parade Widzów: 3 432 Sędzia: Nigel Miller (Durham) |

| 3 grudnia 2011 | Shrewsbury Town                      | 2:1 | Rotherham United       |                                                       |
|                | Ian Sharps 48' · Nicky Wroe 83' (k.) |     | Lewis Grabban 42' (k.) | New Meadow Widzów: 4 048 Sędzia: Lee Collins (Surrey) |

| 3 grudnia 2011 | Dagenham & Redbridge | 1:1 | Walsall           |                                                                    |
|                | Jon Nurse 81'        |     | Claude Gnakpa 76' | Victoria Road Widzów: 1 237 Sędzia: Darren Deadman (Camridgeshire) |

| 3 grudnia 2011 | Barnet           | 1:3 | Milton Keynes Dons                                            |                                                                |
|                | Izale McLeod 87' |     | Darren Potter 39' · Charlie MacDonald 78' · Daniel Powell 88' | Underhill Stadium Widzów: 2 608 Sędzia: Rob Lewis (Shropshire) |

| 3 grudnia 2011 | Gateshead         | 1:2 | Tamworth                                  |                                                                                 |
|                | Nathan Fisher 62' |     | Francino Francis 29' · Kyle Patterson 90' | Gateshead International Stadium Widzów: 1 163 Sędzia: Paul Tierney (Lancashire) |

| 3 grudnia 2011 | Sheffield Wednesday | 1:0 | Aldershot Town |                                                                           |
|                | Ryan Lowe 49'       |     |                | Hillsborough Stadium Widzów: 10 162 Sędzia: Graham Salisbury (Lancashire) |

| 4 grudnia 2011 | Sutton United | 0:2 | Notts County           |                                                                            |
|                |               |     | Jeff Hughes 35', 90+1' | Borough Sports Ground Widzów: 3 704 Sędzia: Craig Pawson (South Yorkshire) |

| 3 grudnia 2011 | Southend United | 1:1 | Oldham Athletic      |                                                          |
|                | Ryan Hall 87'   |     | James Wesolowski 39' | Roots Hall Widzów: 4 613 Sędzia: David Webb (Lancashire) |

| 4 grudnia 2011 | Totton                  | 1:6 | Bristol Rovers                                                                                              |                                                                        |
|                | Nathaniel Sherborne 71' |     | Joe Anyinsah 8' · Mustapha Carayol 10' · Danny Woodards 13' · Byron Anthony 64' · Eliot Richards 72', 90+2' | Testwood Stadium Widzów: 2 236 Sędzia: Andy Woolmer (Northamptonshire) |

| 3 grudnia 2011 | Charlton Athletic                      | 2:0 | Carlisle United |                                                                 |
|                | Michael Morrison 64' · Jason Euell 90' |     |                 | The Valley Widzów: 7 461 Sędzia: Robert Madley (West Yorkshire) |

### Powtórki
| 13 grudnia 2011 | Grimsby Town            | 2:3 (pd.) | Salisbury City                                                   |                                                             |
|                 | Robert Duffy 90+2', 92' |           | Dan Fitchett 46' · Brian Dutton 100' · Stuart Anderson 113' (k.) | Blundell Park Widzów: 1 880 Sędzia: Geoff Eltringham (Tyne) |

| 14 grudnia 2011 | Macclesfield Town | 1:0 | Chelmsford City |                                                                |
|                 | Carl Tremarco 26' |     |                 | Moss Rose Widzów: 1 607 Sędzia: Darren Drysdale (Lincolnshire) |

| 13 grudnia 2011 | Yeovil Town | 0:2 | Fleetwood Town                        |                                                                 |
|                 |             |     | Jamie McGuire 28' · Jamie Vardy 90+1' | Huish Park Widzów: 3 276 Sędzia: James Adcock (Nottinghamshire) |

| 13 grudnia 2011 | Walsall | 0:0 k. 2:3 | Dagenham & Redbridge |                                                            |
|                 |         |            |                      | Bescot Stadium Widzów: 1 802 Sędzia: Eddie Ilderton (Tyne) |

| 13 grudnia 2011 | Oldham Athletic  | 1:0 | Southend United |                                                                |
|                 | Chris Taylor 58' |     |                 | Boundary Park Widzów: 4 207 Sędzia: Gary Sutton (Lincolnshire) |

## Trzecia runda
Główny termin spotkań to 7 stycznia 2012. Do 3. rundy przystąpiło 20 zespołów z Premier League oraz 24 zespoły z Championship. Awans w 2. rundzie zapewniło sobie także:
- 7 zespołów z League One – (3. poziom ligowy)
  - Charlton Athletic, Milton Keynes Dons, Notts County, Oldham Athletic, Stevenage, Sheffield United, Sheffield Wednesday
- 9 zespołów z League Two – (4. poziom ligowy)
  - Bradford City, Bristol Rovers, Cheltenham Town, Crawley Town, Dagenham & Redbridge, Gillingham, Macclesfield Town, Shrewsbury Town, Swindon Town
- 3 zespoły z Blue Square Premier – (5. poziom ligowy)
  - Fleetwood Town, Wrexham, Tamworth
- 1 zespół z Blue Square Bet South – (6. poziom ligowy)
  - Salisbury City

| 7 stycznia 2012 | Middlesbrough    | 1:0 | Shrewsbury Town |                                                                        |
|                 | Marvin Emnes 40' |     |                 | Riverside Stadium Widzów: 12 631 Sędzia: Anthony Bates (Staffordshire) |

| 7 stycznia 2012 | Nottingham Forest | 0:0 | Leicester City |                                                            |
|                 |                   |     |                | City Ground Widzów: 18 477 Sędzia: Geoff Eltringham (Tyne) |

| 8 stycznia 2012 | Manchester City                            | 2:3 | Manchester United                         |                                               |
|                 | Aleksandar Kolarov 48' · Sergio Agüero 64' |     | Wayne Rooney 10', 39' · Danny Welbeck 30' | Etihad Stadium Sędzia: Chris Foy (Merseyside) |

| 7 stycznia 2012 | Dagenham & Redbridge | 0:0 | Millwall |                                                                   |
|                 |                      |     |          | Victoria Road Widzów: 3 396 Sędzia: Graham Salisbury (Lancashire) |

| 7 stycznia 2012 | Crawley Town   | 1:0 | Bristol City |                                                              |
|                 | Matt Tubbs 73' |     |              | Broadfield Stadium Widzów: 3 779 Sędzia: Andy D’Urso (Essex) |

| 7 stycznia 2012 | Doncaster Rovers | 0:2 | Notts County              |                                                                   |
|                 |                  |     | Jeff Hughes 37', 70' (k.) | Keepmoat Stadium Widzów: 9 535 Sędzia: Phil Gibbs (West Midlands) |

| 7 stycznia 2012 | Bristol Rovers     | 1:3 | Aston Villa                                                     |                                                                       |
|                 | Scott McGleish 90' |     | Marc Albrighton 35' · Gabriel Agbonlahor 64' · Ciaran Clark 78' | Memorial Stadium Widzów: 10 883 Sędzia: Howard Webb (South Yorkshire) |

| 7 stycznia 2012 | Tottenham Hostpur                                                  | 3:0 | Cheltenham Town |                                                               |
|                 | Jermain Defoe 24' · Roman Pawluczenko 43' · Giovani dos Santos 87' |     |                 | White Hart Lane Widzów: 35 672 Sędzia: Lee Mason (Lancashire) |

| 8 stycznia 2012 | Sheffield Wednesday | 1:0 | West Ham United |                                                              |
|                 | Chris O’Grady 88'   |     |                 | Hillsborough Widzów: 17 916 Sędzia: Keith Stroud (Hampshire) |

| 7 stycznia 2012 | Milton Keynes Dons | 1:1 | Queens Park Rangers |                                                                   |
|                 | Dean Bowditch 65'  |     | Heiðar Helguson 89' | Stadium:mk Widzów: 19 506 Sędzia: Michael Oliver (Northumberland) |

| 7 stycznia 2012 | Hull City                                                  | 3:1 | Ipswich Town       |                                                                  |
|                 | Aaron McLean 27' · Tom Cairney 32' · Cameron Stewart 90+4' |     | Jason Scotland 57' | KC Stadium Widzów: 10 246 Sędzia: Craig Pawson (South Yorkshire) |

| 7 stycznia 2012 | Coventry City      | 1:2 | Southampton                              |                                                               |
|                 | Gary McSheffrey 5' |     | James Ward-Prowse 64' · Aaron Martin 82' | Ricoh Arena Widzów: 9 000 Sędzia: Colin Webster (Tyne & Wear) |

| 7 stycznia 2012 | Brighton & Hove Albion  | 1:1 | Wrexham               |                                                                 |
|                 | Jake Forster-Caskey 48' |     | Adrian Cieslewicz 62' | The Amex Widzów: 18 573 Sędzia: Darren Deadman (Cambridgeshire) |

| 7 stycznia 2012 | Fulham                                            | 4:0 | Charlton Athletic |                                                                 |
|                 | Clint Dempsey 8', 61', 81' (k.) · Damien Duff 87' |     |                   | Craven Cottage Widzów: 20 317 Sędzia: Phil Dowd (Staffordshire) |

| 7 stycznia 2012 | Birmingham City | 0:0 | Wolverhampton Wanderers |                                                       |
|                 |                 |     |                         | St Andrew’s Widzów: 14 594 Sędzia: Mike Dean (Wirral) |

| 7 stycznia 2012 | Norwich City                                                               | 4:1 | Burnley           |                                                         |
|                 | Grant Holt 6' · Simeon Jackson 12' · Andrew Surman 60' · Steve Morison 70' |     | Jay Rodriguez 15' | Carrow Road Widzów: 22 898 Sędzia: Mike Jones (Chester) |

| 9 stycznia 2012 | Arsenal           | 1:0 | Leeds United |                                                                 |
|                 | Thierry Henry 78' |     |              | Emirates Stadium Widzów: 59 615 Sędzia: Mark Clattenburg (Tyne) |

| 7 stycznia 2012 | Derby County     | 1:0 | Crystal Palace |                                                                  |
|                 | Theo Robinson 9' |     |                | Pride Park Widzów: 10 113 Sędzia: Darren Drysdale (Lincolnshire) |

| 7 stycznia 2012 | Fleetwood Town  | 1:5 | Blackpool                                                         |                                                                      |
|                 | Jamie Vardy 70' |     | Lomana LuaLua 24' · Matt Phillips 47', 77', 81' · Thomas Ince 55' | Highbury Stadium Widzów: 5 092 Sędzia: Dean Whitestone (Northampton) |

| 7 stycznia 2012 | Swindon Town                       | 2:1 | Wigan Athletic       |                                                                      |
|                 | Alan Connell 40' · Paul Benson 76' |     | Callum McManaman 35' | County Ground Widzów: 13 238 Sędzia: Peter Walton (Northamptonshire) |

| 7 stycznia 2012 | Barnsley                | 2:4 | Swansea City                                               |                                                             |
|                 | Ricardo Vaz Tê 29', 65' |     | Àngel Rangel 30' · Danny Graham 46', 89' · Nathan Dyer 54' | Oakwell Widzów: 7 380 Sędzia: Stuart Attwell (Warwickshire) |

| 7 stycznia 2012 | Macclesfield Town                   | 2:2 | Bolton Wanderers                    |                                                                |
|                 | Colin Daniel 16' · Arnaud Mendy 68' |     | Ivan Klasnić 7' · David Wheater 77' | Moss Rose Widzów: 5 757 Sędzia: Jonathan Moss (West Yorkshire) |

| 7 stycznia 2012 | Newcastle United                           | 2:1 | Blackburn Rovers     |                                                                     |
|                 | Hatem Ben Arfa 70' · Jonás Gutiérrez 90+5' |     | David Goodwillie 35' | St James’ Park Widzów: 30 876 Sędzia: Kevin Friend (Leicestershire) |

| 7 stycznia 2012 | Everton                                     | 2:0 | Tamworth |                                                                     |
|                 | John Heitinga 5' · Leighton Baines 79' (k.) |     |          | Goodison Park Widzów: 27 564 Sędzia: Robert Madley (West Yorkshire) |

| 7 stycznia 2012 | Sheffield United                                           | 3:1 | Salisbury City    |                                                             |
|                 | Chris Porter 18' · Ched Evans 60' · Daniel Webb 72' (sam.) |     | Lloyd Macklin 86' | Bramall Lane Widzów: 10 488 Sędzia: David Webb (Lancashire) |

| 6 stycznia 2012 | Liverpool | 5:1 | Oldham Athletic    |                                                            |
|                 | Craig Bellamy 30' · Steven Gerrard 45+1' (k.) · Jonjo Shelvey 68' · Andy Carroll 89' · Stewart Downing 90+5' |     | Robbie Simpson 28' | Anfield Widzów: 44 556 Sędzia: Neil Swarbrick (Lancashire) |

| 7 stycznia 2012 | Gillingham        | 1:3 | Stoke City                                                  |                                                            |
|                 | Danny Kedwell 16' |     | Jonathan Walters 34' · Cameron Jerome 43' · Robert Huth 49' | Priestfield Widzów: 9 872 Sędzia: Mark Halsey (Lancashire) |

| 8 stycznia 2012 | Chelsea                                                | 4:0 | Portsmouth |                                                                            |
|                 | Juan Mata 48' · Ramires 85', 87' · Frank Lampard 90+3' |     |            | Stamford Bridge Widzów: 41 529 Sędzia: Anthony Taylor (Greater Manchester) |

| 7 stycznia 2012 | Watford                                                      | 4:2 | Bradford City                     |                                                         |
|                 | Troy Deeney 3' · Marvin Sordell 40' · Craig Forsyth 56', 59' |     | James Hanson 8' · Nahki Wells 88' | Vicarage Road Widzów: 8 935 Sędzia: Gavin Ward (Surrey) |

| 8 stycznia 2012 | Peterborough United | 0:2 | Sunderland                                |                                                                       |
|                 |                     |     | Sebastian Larsson 48' · James McClean 58' | London Road Stadium Widzów: 8 954 Sędzia: Martin Atkinson (Yorkshire) |

| 7 stycznia 2012 | West Bromwich Albion                          | 4:2 | Cardiff City                        |                                                                    |
|                 | Peter Odemwingie 7' · Simon Cox 33', 61', 90' |     | Robbie Earnshaw 36' · Joe Mason 50' | The Hawthorns Widzów: 12 454 Sędzia: Lee Probert (Gloucestershire) |

| 7 stycznia 2012 | Reading | 0:1 | Stevenage          |                                                               |
|                 |         |     | Darius Charles 21' | Madejski Stadium Widzów: 11 295 Sędzia: Nigel Miller (Durham) |

### Powtórki
| 18 stycznia 2012 | Wolverhampton Wanderers | 0:1 | Birmingham City  |                                                               |
|                  |                         |     | Wade Elliott 74' | Molineux Widzów: 10 153 Sędzia: Howard Webb (South Yorkshire) |

| 17 stycznia 2012 | Millwall                                                 | 5:0 | Dagenham & Redbridge |                                                              |
|                  | Darius Henderson 7', 59', 63' (k.) · Harry Kane 41', 65' |     |                      | The New Den Widzów: 3 751 Sędzia: Scott Mathieson (Cheshire) |

| 17 stycznia 2012 | Leicester City                                             | 4:0 | Nottingham Forest |                                                                          |
|                  | George Boateng 7' (sam.) · Jermaine Beckford 30', 50', 57' |     |                   | King Power Stadium Widzów: 16 210 Sędzia: Craig Pawson (South Yorkshire) |

| 17 stycznia 2012 | Queens Park Rangers | 1:0 | Milton Keynes Dons |                                                              |
|                  | Danny Gabbidon 73'  |     |                    | Loftus Road Widzów: 10 855 Sędzia: Phil Dowd (Staffordshire) |

| 18 stycznia 2012 | Wrexham          | 1:1 k. 4:5 | Brighton & Hove Albion |                                                                     |
|                  | Andy Morrell 23' |            | Ashley Barnes 77'      | Racecourse Ground Widzów: 8 316 Sędzia: Colin Webster (Tyne & Wear) |

| 17 stycznia 2012 | Bolton Wanderers                    | 2:0 | Macclesfield Town |                                                                      |
|                  | Kevin Davies 1' · Martin Petrow 26' |     |                   | Reebok Stadium Widzów: 9 466 Sędzia: Michael Oliver (Northumberland) |

## Czwarta runda
Mecze 4. rundy rozegrane zostały w dniach 27-29 stycznia 2012 roku.
| 28 stycznia 2012 | Brighton & Hove Albion     | 1:0 | Newcastle United |                                                                     |
|                  | Mike Williamson 76' (sam.) |     |                  | Falmer Stadium Widzów: 21 558 Sędzia: Lee Probert (Gloucestershire) |

| 29 stycznia 2012 | Sunderland           | 1:1 | Middlesbrough    |                                                                       |
|                  | Fraizer Campbell 59' |     | Barry Robson 16' | Stadium of Light Widzów: 33 275 Sędzia: Kevin Friend (Leicestershire) |

| 28 stycznia 2012 | Millwall             | 1:1 | Southampton        |                                                          |
|                  | Darius Henderson 86' |     | Rickie Lambert 31' | The New Den Widzów: 8 278 Sędzia: Roger East (Wiltshire) |

| 28 stycznia 2012 | Hull City | 0:1 | Crawley Town   |                                                                 |
|                  |           |     | Matt Tubbs 57' | KC Stadium Widzów: 14 473 Sędzia: Stuart Attwell (Warwickshire) |

| 28 stycznia 2012 | Queens Park Rangers | 0:1 | Chelsea            |                                                       |
|                  |                     |     | Juan Mata 62' (k.) | Loftus Road Widzów: 15 728 Sędzia: Mike Dean (Wirral) |

| 28 stycznia 2012 | West Bromwich Albion     | 1:2 | Norwich City                        |                                                                      |
|                  | Marc-Antoine Fortuné 54' |     | Grant Holt 35' · Simeon Jackson 85' | The Hawthorns Widzów: 17 434 Sędzia: Michael Oliver (Northumberland) |

| 28 stycznia 2012 | Blackpool                 | 1:1 | Sheffield Wednesday  |                                                                        |
|                  | Kevin Phillips 90+3' (k.) |     | Clinton Morrison 52' | Bloomfield Road Widzów: 14 042 Sędzia: Darren Deadman (Cambridgeshire) |

| 29 stycznia 2012 | Arsenal                                                | 3:2 | Aston Villa                           |                                                              |
|                  | Robin van Persie 54' (k.), 61' (k.) · Theo Walcott 56' |     | Richard Dunne 33' · Darren Bent 45+1' | Emirates Stadium Widzów: 60 019 Sędzia: Mike Jones (Chester) |

| 28 stycznia 2012 | Stevenage                 | 1:0 | Notts County |                                                                 |
|                  | Damion Stewart 12' (sam.) |     |              | Broadhall Way Widzów: 4 439 Sędzia: Neil Swarbrick (Lancashire) |

| 27 stycznia 2012 | Watford | 0:1 | Tottenham Hotspur        |                                                             |
|                  |         |     | Rafael van der Vaart 42' | Vicarage Road Widzów: 15 384 Sędzia: Chris Foy (Merseyside) |

| 28 stycznia 2012 | Liverpool                         | 2:1 | Manchester United |                                                         |
|                  | Daniel Agger 20' · Dirk Kuijt 88' |     | Park Ji-sung 39'  | Anfield Widzów: 43 952 Sędzia: Mark Halsey (Lancashire) |

| 28 stycznia 2012 | Derby County | 0:2 | Stoke City                          |                                                           |
|                  |              |     | Cameron Jerome 5' · Robert Huth 81' | Pride Park Widzów: 22 247 Sędzia: Mark Clattenburg (Tyne) |

| 27 stycznia 2012 | Everton                                         | 2:1 | Fulham                |                                                                    |
|                  | Denis Stracqualursi 27' · Marouane Fellaini 73' |     | Danny Murphy 14' (k.) | Goodison Park Widzów: 25 300 Sędzia: Howard Webb (South Yorkshire) |

| 28 stycznia 2012 | Bolton Wanderers                        | 2:1 | Swansea City   |                                                                           |
|                  | Darren Pratley 45+2' · Chris Eagles 56' |     | Luke Moore 43' | Reebok Stadium Widzów: 11 597 Sędzia: Anthony Taylor (Greater Manchester) |

| 28 stycznia 2012 | Sheffield United | 0:4 | Birmingham City                                              |                                                            |
|                  |                  |     | Nathan Redmond 18' · Adam Rooney 38', 78' · Wade Elliott 58' | Bramall Lane Widzów: 18 072 Sędzia: Lee Mason (Lancashire) |

| 28 stycznia 2012 | Leicester City            | 2:0 | Swindon Town |                                                                          |
|                  | Jermaine Beckford 5', 53' |     |              | King Power Stadium Widzów: 19 942 Sędzia: Darren Drysdale (Lincolnshire) |

### Powtórki
| 7 lutego 2012 | Southampton                           | 2:3 | Millwall                                                |                                                                       |
|               | Adam Lallana 35' · Rickie Lambert 77' |     | Liam Trotter 17' · Dany N'Guessan 79' · Liam Feeney 90' | St Mary’s Stadium Widzów: 8 493 Sędzia: Dean Whitestone (Northampton) |

| 7 lutego 2012 | Sheffield Wednesday | 0:3 | Blackpool                                                    |                                                         |
|               |                     |     | Matt Phillips 7' · Lomana LuaLua 14' · Ludovic Sylvestre 54' | Hillsborough Widzów: 10 274 Sędzia: Andy D’Urso (Essex) |

| 8 lutego 2012 | Middlesbrough        | 1:2 (pd.) | Sunderland                                 |                                                                              |
|               | Lukas Jutkiewicz 57' |           | Jack Colback 42' · Stéphane Sessègnon 113' | Riverside Stadium Widzów: 26 707 Sędzia: Anthony Taylor (Greater Manchester) |

## Piąta runda
Mecze odbyły się 18 i 19 lutego 2012 roku. Do 5. rundy przystąpiło:
- 9 zespołów z Premier League – (1. poziom ligowy)
  - Arsenal, Bolton Wanderers, Chelsea, Everton, Liverpool, Norwich City, Stoke City, Sunderland, Tottenham Hotspur
- 5 zespołów z Championship – (2. poziom ligowy)
  - Birmingham City, Blackpool, Brighton & Hove Albion, Leicester City, Millwall
- 1 zespół z League One – (3. poziom ligowy)
  - Stevenage
- 1 zespół z League Two – (4. poziom ligowy)
  - Crawley Town

| 19 lutego 2012 | Liverpool | 6:1 | Brighton & Hove Albion |                                                               |
|                | Martin Škrtel 5' · Liam Bridcutt 44' (sam.), 71' (sam.) · Andy Carroll 57' · Lewis Dunk 74' (sam.) · Luis Suarez 85' |     | Kazenga LuaLua 17'     | Anfield Widzów: 43 940 Sędzia: Andre Marriner (West Midlands) |

| 18 lutego 2012 | Everton                                     | 2:0 | Blackpool |                                                                      |
|                | Royston Drenthe 1' · Denis Stracqualursi 6' |     |           | Goodison Park Widzów: 38 347 Sędzia: Michael Oliver (Northumberland) |

| 18 lutego 2012 | Chelsea              | 1:1 | Birmingham City  |                                                                    |
|                | Daniel Sturridge 62' |     | David Murphy 20' | Stamford Bridge Widzów: 36 870 Sędzia: Martin Atkinson (Yorkshire) |

| 19 lutego 2012 | Crawley Town | 0:2 | Stoke City                                   |                                                               |
|                |              |     | Jonathan Walters 42' (k.) · Peter Crouch 52' | Broadfield Stadium Widzów: 4 214 Sędzia: Mike Jones (Chester) |

| 19 lutego 2012 | Stevenage | 0:0 | Tottenham Hotspur |                                                               |
|                |           |     |                   | Broadhall Way Widzów: 6 332 Sędzia: Phil Dowd (Staffordshire) |

| 18 lutego 2012 | Norwich City     | 1:2 | Leicester City                       |                                                       |
|                | Wes Hoolahan 23' |     | Sean St Ledger 5' · David Nugent 71' | Carrow Road Widzów: 26 658 Sędzia: Mike Dean (Wirral) |

| 18 lutego 2012 | Sunderland                                                 | 2:0 | Arsenal |                                                                       |
|                | Kieran Richardson 40' · Alex Oxlade-Chamberlain 78' (sam.) |     |         | Stadium of Light Widzów: 26 042 Sędzia: Howard Webb (South Yorkshire) |

| 18 lutego 2012 | Millwall | 0:2 | Bolton Wanderers                  |                                                                  |
|                |          |     | Ryō Miyaichi 4' · David N'Gog 59' | The New Den Widzów: 11 134 Sędzia: Kevin Friend (Leicestershire) |

### Powtórki
| 6 marca 2012 | Birmingham City | 0:2 | Chelsea                           |                                                                        |
|              |                 |     | Juan Mata 54' · Raul Meireles 60' | St Andrew’s Widzów: 21 822 Sędzia: Anthony Taylor (Greater Manchester) |

| 7 marca 2012 | Tottenham Hotspur                                   | 3:1 | Stevenage          |                                                                        |
|              | Jermain Defoe 26', 75' · Emmanuel Adebayor 55' (k.) |     | Joel Byrom 4' (k.) | White Hart Lane Widzów: 35 757 Sędzia: Michael Oliver (Northumberland) |

## Ćwierćfinały
Spotkania ćwierćfinałowe rozegrane zostały 17 marca 2012 i 18 marca 2012. Mecz Tottenham Hotspur – Bolton Wanderers został przerwany po tym, jak w 41. minucie w wyniku zasłabnięcia, na murawę upadł piłkarz drużyny gości Fabrice Muamba.
| 18 marca 2012 | Liverpool                             | 2:1 | Stoke City       |                                                              |
|               | Luis Suárez 23' · Stewart Downing 57' |     | Peter Crouch 26' | Anfield Widzów: 43 962 Sędzia: Kevin Friend (Leicestershire) |

| 18 marca 2012 | Chelsea                                                                            | 5:2 | Leicester City                           |                                                                      |
|               | Gary Cahill 12' · Salomon Kalou 17' · Fernando Torres 67', 85' · Raul Meireles 90' |     | Jermaine Beckford 77' · Ben Marshall 88' | Stamford Bridge Widzów: 38 276 Sędzia: Lee Probert (Gloucestershire) |

| 17 marca 2012 | Everton        | 1:1 | Sunderland        |                                                                     |
|               | Tim Cahill 23' |     | Phil Bardsley 12' | Goodison Park Widzów: 38 875 Sędzia: Andre Marriner (West Midlands) |

| 17 marca 2012 | Tottenham Hotspur | 1:1 | Bolton Wanderers      |                                                       |
|               | Kyle Walker 11'   |     | Gareth Bale 6' (sam.) | White Hart Lane Sędzia: Howard Webb (South Yorkshire) |

1. ↑  mecz przerwany

| 27 marca 2012 | Tottenham Hotspur                                  | 3:1 | Bolton Wanderers |                                                                      |
|               | Ryan Nelsen 74' · Gareth Bale 77' · Louis Saha 90' |     | Kevin Davies 90' | White Hart Lane Widzów: 30 718 Sędzia: Howard Webb (South Yorkshire) |

### Powtórka
| 27 marca 2012 | Sunderland | 0:2 | Everton                                       |                                                                       |
|               |            |     | Nikica Jelavić 24' · David Vaughan 57' (sam.) | Stadium of Light Widzów: 43 140 Sędzia: Lee Probert (Gloucestershire) |

## Półfinały
Mecze półfinałowe odbyły się na stadionie Wembley. Termin spotkań to sobota, 14 kwietnia oraz niedziela, 15 kwietnia 2012. W spotkaniu Tottenham Hotspur – Chelsea piłka po strzale Juana Maty w rzeczywistości utknęła pomiędzy nogami obrońców Tottenhamu i nie przekroczyła linii bramkowej, jednakże sędzia uznał gola na 2:0 dla Chelsea.
| 15 kwietnia 2012 | Tottenham Hotspur · Gareth Bale 56' | 1:5Raport | Chelsea · Didier Drogba 43' · Juan Mata 49' · Ramires 77' · Frank Lampard 81' · Florent Malouda 90+4' | Wembley, Londyn Widzów: 85 731 Sędzia: Martin Atkinson (Yorkshire) |
|                  |                                     |           | |                                                                    |

| 14 kwietnia 2012 | Liverpool · Luis Suárez 62' · Andy Carroll 87' | 2:1Raport | Everton · Nikica Jelavić 24' | Wembley, Londyn Widzów: 87 231 Sędzia: Howard Webb (South Yorkshire) |
|                  |                                                |           |                              |                                                                      |

## Finał
Mecz finałowy rozegrany został na stadionie Wembley w sobotę, 5 maja 2012 roku.
| 5 maja 2012 | Chelsea · Ramires 11' · Didier Drogba 52' | 2:1Raport | Liverpool · 64' Andy Carroll                 | Wembley, Londyn Widzów: 89 102 Sędzia: Phil Dowd |
|             | kartki: · John Obi Mikel 37'              |           | kartki: · 45' Daniel Agger · 82' Luis Suárez |                                                  |

|  |  |

| CHELSEA:          |    |                      |  |     |
|                   |    |                      |  |     |
| BR                | 1  | Petr Čech            |  |     |
| OB                | 17 | José Bosingwa        |  |     |
| OB                | 2  | Branislav Ivanović   |  |     |
| OB                | 26 | John Terry (kapitan) |  |     |
| OB                | 3  | Ashley Cole          |  |     |
| PO                | 12 | John Obi Mikel       |  |     |
| PO                | 8  | Frank Lampard        |  |     |
| PO                | 7  | Ramires              |  | 75' |
| PO                | 10 | Juan Mata            |  | 90' |
| PO                | 21 | Salomon Kalou        |  |     |
| NA                | 11 | Didier Drogba        |  |     |
| Rezerwowi:        |    |                      |  |     |
| BR                | 22 | Ross Turnbull        |  |     |
| OB                | 19 | Paulo Ferreira       |  |     |
| PO                | 5  | Michael Essien       |  |     |
| PO                | 15 | Florent Malouda      |  | 90' |
| PO                | 16 | Raul Meireles        |  | 75' |
| NA                | 9  | Fernando Torres      |  |     |
| NA                | 23 | Daniel Sturridge     |  |     |
| Manager:          |    |                      |  |     |
| Roberto Di Matteo |    |                      |  |     |

| LIVERPOOL:     |    |                          |  |     |
|                |    |                          |  |     |
| BR             | 25 | Pepe Reina               |  |     |
| OB             | 2  | Glen Johnson             |  |     |
| OB             | 37 | Martin Škrtel            |  |     |
| OB             | 5  | Daniel Agger             |  |     |
| OB             | 3  | José Enrique             |  |     |
| PO             | 14 | Jordan Henderson         |  |     |
| PO             | 20 | Jay Spearing             |  | 54' |
| PO             | 39 | Craig Bellamy            |  | 76' |
| PO             | 8  | Steven Gerrard (kapitan) |  |     |
| PO             | 19 | Stewart Downing          |  |     |
| NA             | 7  | Luis Suárez              |  |     |
| Rezerwowi:     |    |                          |  |     |
| BR             | 32 | Doni                     |  |     |
| OB             | 23 | Jamie Carragher          |  |     |
| OB             | 34 | Martin Kelly             |  |     |
| PO             | 11 | Maxi Rodríguez           |  |     |
| PO             | 33 | Jonjo Shelvey            |  |     |
| NA             | 9  | Andy Carroll             |  | 54' |
| NA             | 18 | Dirk Kuijt               |  | 76' |
| Manager:       |    |                          |  |     |
| Kenny Dalglish |    |                          |  |     |